# Thomas Goodwin

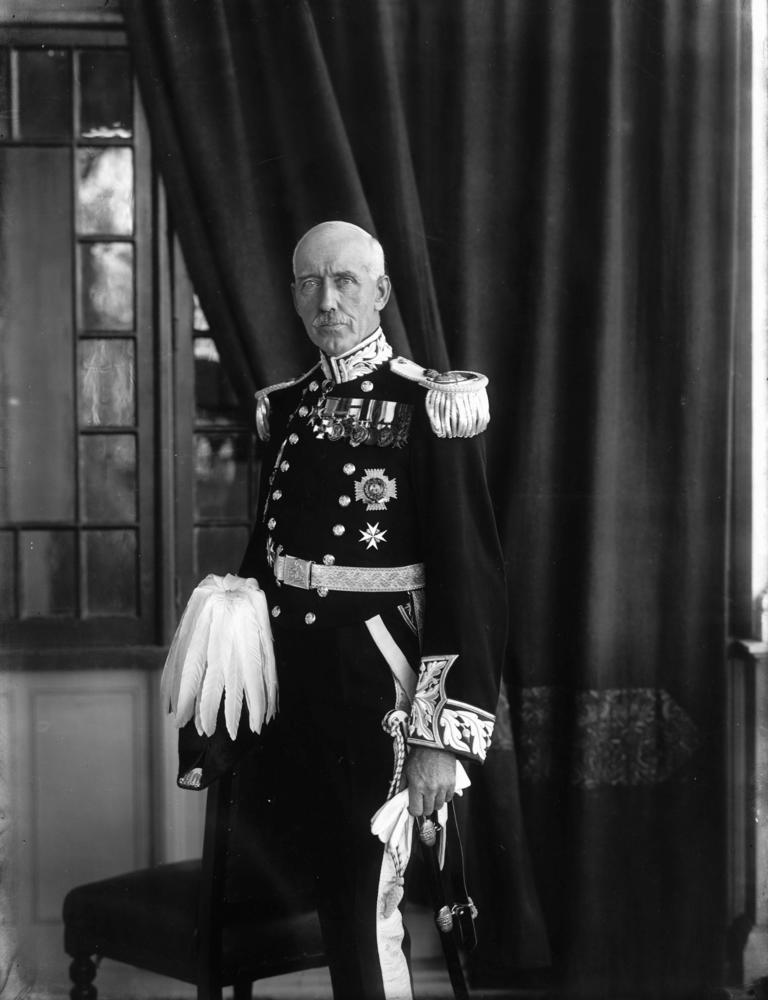
Sir Thomas Goodwin

Sir Thomas Herbert John Chapman Goodwin KCB KCMG DSO (* 24. Mai 1871 in Kandy, Ceylon; † 29. September 1960 in Oxford, England) war ein britischer Militärarzt und Gouverneur des australischen Bundesstaats Queensland.
Goodwin wurde als Sohn eines Chirurgen der British Army und einer australischen Mutter geboren. Er wurde auf dem Newton College in England unterrichtet und lernte Medizin am St. Mary’s Hospital in London, wo er als Member des Royal College of Surgeons und des Royal College of Physicians 1892 seinen Abschluss erreichte.
1983 wurde er als Surgeon Lieutenant ins Royal Army Medical Corps der British Army aufgenommen und wurde in Britisch-Indien stationiert, wo er von 1897 bis 1898 in der Nordwestlichen Grenzprovinz seinen aktiven Dienst versah und als Companion des Distinguished Service Order ausgezeichnet wurde. 1902 kehrte er nach Großbritannien zurück und wurde Sanitätsoffizier am Royal Military College Sandhurst. Von 1906 bis 1911 diente er erneut in Indien, und zwar als Surgical Specialist des Western Command der Indian Army.
Während des Ersten Weltkriegs diente er ab 1914 in Frankreich, wurde dreimal mentioned in dispatches und 1915 als Companion des Order of St. Michael and St. George ausgezeichnet. 1917 hatte er den Rang eines Colonel erreicht und nahm im Auftrag des War Office an der Balfour-Mission genannten diplomatischen Reise in die Vereinigten Staaten teil. Nach seiner Rückkehr im Januar 1918 wurde er im Juni 1918 Generaldirektor der Army Medical Services. 1918 wurde er als Companion des Order of the Bath ausgezeichnet und 1919 als Knight Commander desselben Ordens geadelt. Als er im Juli 1923 aus dem Armeedienst ausschied, hatte er den Rang eine Lieutenant-General erreicht.
Goodwin war vom 13. Juli 1927 bis 7. April 1932 Gouverneur von Queensland. 1932 wurde er auch zum Knight Commander des Order of St. Michael and St. George erhoben.
Seine 1897 geschlossene Ehe mit Lilian Isabel Ronaldson blieb kinderlos.